# Epispiraal

Epispiraal met de vergelijking r(θ) = 2 sec(2θ). Gezien n = 2 (even), worden er 4 gebieden beschreven door de curve.

De epispiraal is een wiskundige planaire kromme met als poolcoördinaten:
{\displaystyle \ r=a\sec {n\theta }}
Indien n een oneven getal is, worden er n gebieden door de kromme beschreven. Is n even, dan worden er 2n gebieden beschreven.